# IQIYI
iQIYI (кит. трад. 愛奇藝, спр. 爱奇艺, піньїнь: àiQíYì, акад. айЦіЇ), колишня назва Qiyi (奇艺), — це китайська онлайн-відеоплатформа, що розташована в Пекіні і Шанхаї та запущена 22 квітня 2010 року.
Наразі iQIYI є одним із найбільших онлайн-відеосайтів у світі, на обслуговування якого витрачається майже 6 мільярдів годин щомісяця та який має понад 500 мільйонів активних користувачів щомісяця. 29 березня 2018 року компанія здійснила IPO (первинну публічну пропозицію) у США, залучивши 2,25 мільярда доларів. iQIYI не доступний в Республіці Китай з 15 жовтня 2020 року через заборону уряду Республіки Китай на партнерство з компаніями потокового відео з материкового Китаю.

## Історія
iQIYI було засновано 22 квітня 2010 року компанією Baidu, яка створила найбільшу онлайн-пошукову систему Китаю, за підтримки Providence Equity Partners. У листопаді 2011 року платформа змінила назву на iQIYI. 2 листопада 2012 року Baidu викупила пакет акцій Providence і стала 100% власником сайту. 7 травня 2013 року Baidu придбала бізнес онлайн-відео PPStream Inc. за 370 мільйонів доларів, який став дочірньою компанією iQIYI. 17 липня 2014 року сайт запустив свій підрозділ кіновиробництва iQIYI Motion Pictures, щоб розширити наявні проєкти співпраці із закордонними колегами, включаючи закупівлю фільмів, що вийшли, і спільне виробництво фільмів. 4 вересня iQIYI співпрацювала з Венеціанським кінофестивалем, транслюючи фільми фестивалю онлайн. У серпні 2014 року iQIYI накопичив понад 6,95 мільярдів годин перегляду на своєму веб-сайті. У жовтні iQIYI взяла участь у Пусанському кінофестивалі, підписавши ексклюзивні права на майже 100 південнокорейських фільмів. 19 листопада 2014 року Xiaomi та Shunwei Capital інвестували 300 мільйонів доларів у iQIYI за приблизно від 10 до 15 відсотків акцій сайту, тоді як Baidu інвестувала додаткові 100 мільйонів доларів і володіла приблизно 80 відсотками акцій.
8 грудня 2014 року керівник, що відповідальний за контент у iQIYI, Ма Дун заявив, що портал планує збільшити більш ніж удвічі власне виробництво в 2015 році, маючи щонайменше 30 ключових серіалів і 500 серій у списку платформи порівняно з 13 у 2014 році. У 2015 році iQIYI придбала права на трансляцію восьми найкращих розважальних шоу в материковому Китаї та кількох розважальних шоу з Республіки Китай та Південної Кореї, зокрема «Людина, що біжить». У березні 2016 року компанія оголосила про запуск у Республіці Китай. У червні 2016 року платформа повідомила, що має 20 мільйонів передплатників.
У 2014 році iQIYI сумісно створила та розповсюдила драму «Таємниче літо» разом із великим японським мовником Fuji TV. Це була перша теледрама спільного виробництва між Китаєм і Японією, і станом на жовтень 2014 року її переглянули понад 60 мільйонів разів.
25 квітня 2017 року компанія Netflix (яка безпосередньо не працює в Китаї) оголосила, що вона досягла ліцензійної угоди з iQIYI, згідно з якою деякі оригінальні продукти Netflix будуть доступні на iQIYI одночасно з їхніми міжнародними прем’єрами.
У листопаді 2018 року iQIYI оголосив, що накопичує нові гроші. Відеобізнес заявив, що випустить конвертовані старші облігації на суму 500 мільйонів доларів. Надходження від пропозиції підуть на інвестиції в контент і технології, а також на транзакції з обмеженим колом осіб, щоб зменшити потенційне ослаблення акціонерів після конвертації облігацій.
У серпні 2019 року iQIYI здійснила пробний запуск багатомовної і глобально-доступної програму iQIYI, яка підтримує такі місцеві мови, як англійська, тайська, малайська, в’єтнамська та індонезійська. Нещодавно компанія розширила свій міжнародний слід в Інтернеті і запустила iq.com для користувачів у всьому світі.
У грудні 2020 року iQIYI відкрила новий офіс у Сінгапурі на Робінсон-роуд, який стане регіональною штаб-квартирою для Південно-Східної Азії. Компанія також оголосила, що найме 200 нових співробітників протягом наступних 5 років і візьме на себе зобов’язання створювати більш локалізований контент.
У 2020 році iQIYI анонсувала виробництво «Мій сусід — куміхо», свого першого корейського оригінального серіалу. Завдяки позитивним відгукам про їхній перший серіал власного виробництва, в якому знялися Чан Кі Йон і Лі Хє Рі (учасниця Girl's Day), iQIYI висловили, що вони отримали впевненість у випуску більше оригінальних корейських драм під своїм іменем, як їхні оголошене майбутнє виробництво таких драм, як «Поганий і божевільний» (у головних ролях Лі Дон Ук, Хан Чі Ин і Ві Ха Джун) у 2021 році та «Падаючі зірки» у 2022 році (у головних ролях Лі Сон Кьон і Кім Йон Де), з надією на розширити свій потенціал у виробництві оригінальних корейських програм.
Крім того, iQIYI почала розширювати свою продукцію, створюючи власні програми для Південно-Східної Азії, які потім ексклюзивно транслювала на своїй платформі для збільшення авдиторії. У серпні 2021 року iQIYI мала транслювати сінгапурський драматичний серіал під назвою «Поромник: Легенди Наньяну», який став першим оригінальним серіалом iQIYI у Південно-Східній Азії з місцевими акторами з Сінгапуру, такими як Лоуренс Вон і Ці Юйу, а також тайванською акторкою Кейт Кінні. Драма також є ремейком китайського серіалу 2014 року, але в контексті Південно-Східної Азії.
У жовтні 2021 року iQIYI та THEMA розпочали партнерство, щоб запустити свої послуги на Netgem TV у Великій Британії та Ірландії, причому iQIYI сподівається розповсюджувати азійський контент у європейських ЗМІ, щоб створити більш глобальну аудиторію. Станом на жовтень 2021 загальна кількість передплатників сервісу iQIYI досягла 106 мільйонів осіб зі 191 країни по всьому світу.
У жовтні 2021 року, під час 26-го Міжнародного кінофестивалю в Пусані, iQIYI погодила партнерство з філіппінською телерадіокомпанією ABS-CBN, щоб створити перших два філіппінські оригінальні серіали «Скажи "Прощавай"» і «Привіт, серце» для своєї платформи, які вийдуть пізніше цього року. Це буде їхні перші локальні оригінальні серіали в Південно-Східній Азії. У листопаді 2021 року iQIYI офіційно оголосили про партнерство з ABS-CBN під час їхньої медіа-конференції.
У травні 2022 року iQIYI Sports оголосила про придбання прав на трансляцію італійського футбольного змагання Серії А. Це стало п’ятим придбанням з моменту експансії на спортивний ринок після придбання прав на трансляцію інших спортивних подій, таких як УЄФА, АФК, англійська Прем’єр-ліга та Ла Ліга.

## Сприйняття
За даними iResearch, широко цитованої сторонньої галузевої дослідницької фірми, станом на жовтень 2014 року iQIYI та PPS мали загалом 202,18 мільйона мобільних глядачів, які дивилися контент протягом 600,62 мільйона годин на цих платформах, де охоплення переглядів мобільного відео становив загалом 308,17 мільйонів мобільних глядачів, які переглядали контент протягом 1176,44 мільйонів годин на цих платформах. Загальна кількість переглядів відео досягла 500 мільйонів. У жовтні кожен глядач дивився контент у середньому 229,05 хвилини. У середині 2015 року на сайті було 5 мільйонів передплатників, наприкінці 2015—початку 2016 року — понад 10 мільйонів, а до червня 2016 року збільшилося 20 мільйонів передплатників.

## Скандали
У квітні 2020 року інвестори-активісти, зокрема Muddy Waters Research, звинуватили iQIYI у завищенні своїх доходів і кількості передплатників. Продавець короткого продажу Wolfpack Research також звинуватив компанію в завищенні цифр доходу. У серпні 2020 року було оголошено, що згодом Комісія з цінних паперів і бірж США почала розслідування щодо iQIYI. Пізніше, на початку жовтня 2020 року, iQIYI зробила заяву про те, що внутрішня перевірка звинувачень у шахрайстві, які висунуті американським продавцем короткого продажу Wolfpack Research, «не виявила жодних доказів, які б підтверджували ці звинувачення». Внутрішню перевірку проводив незалежний аудиторський комітет, якому допомагали професійні радники, до складу яких входила «бухгалтерська фірма з великої четвірки, яка не є аудитором Компанії».
У червні 2020 року Інтернет-суд Пекіна став на бік клієнта, який подав до суду на компанію за порушення умов підписки «VIP». iQIYI стягував додаткову плату за попередні покази серіалів, хоча компанія обіцяла передплатникам, що вони матимуть доступ до серіалів без додаткової плати.

## Оригінальні серіали iQIYI

### Китайські серіали
- Золоті очі
- Кохання феї та диявола

#### Спільні проєкти
- Радість життя